# Panserraikos Football Club
Maillots
Le Podosfairiki Anonymi Etaireia Panserraikos 1946 (en grec moderne : Ποδοσφαιρική Ανώνυμος Εταιρεία Πανσερραϊκός 1946), plus couramment abrégé en Panserraikos, est un club grec de football fondé en 1964 et basé dans la ville de Serrès.
Il évolue pour la saison 2024-2025 en première division.

## Palmarès
| Compétitions nationales |
| --- |
| - Championnat de Grèce D2 (5) : - Champion : 1964-65, 1971-72, 1979-80, 2007-08 et 2022-23 - Championnat de Grèce D3 (2) : - Champion : 1993-94 et 2014-15. |

## Personnalités du club

### Présidents
- Petros Theodoridis
- Antonis Vourtsis
- Tasos Kazias

### Entraîneurs
| - Antonis Georgiadis (1964 - 1965) - Nikos Pangalos (1968 - 1969) - Ilie Oană (1969 - 1971) - Nikos Pangalos (1971) - Miljan Zeković (1972 - 1974) - Apostol Chachevski (1977) - Egon Piechaczek (1981 - 1982) - Manol Manolov (1982 - 1983) - Nikos Pangalos (1984) - Achilleas Savvidis (1984) - Vladimír Táborský (1985 - 1986) - Vladimír Táborský (1987) - Nikolaos Tsikos (1987) - Andreas Michalopoulos (1987 - 1988) - Dimitrios Iliadis (1988) - Hristos Nalbantis (1988) - Vladimír Táborský (1989 - 1991) - Vangelis Tsirikas (1991) - Tákis Loukanídis (1991) - Vladimír Táborský (1991) - Todor Veselinović (1992) - Kostas Tarasis (1996 - 1997) - Pavlos Dimitriou (1997) - Vasilios Gavriilidis (1997 - 1998) | - Chrístos Archontídis (1998 - 1999) - Vladimír Táborský (1999) - Pavlos Dimitriou (1999) - Níkos Anastópoulos (1999 - 2000) - Pavlos Dimitriou (2000) - Chrístos Archontídis (2000) - Athanasios Dokas (2000) - Pavlos Dimitriou (2000 - 2001) - Chrístos Archontídis (2001) - Makis Katsavakis (2001 - 2002) - Antonis Georgiadis (2002) - Konstantinos Iosifidis (2002 - 2003) - Chrístos Archontídis (2003) - Nikos Argyroulis (2003 - 2004) - Pavlos Dimitriou (2004) - Vasilis Antoniadis (2004 - 2005) - Dušan Mitošević (2005) - Lajos Détári (2005) - Giorgos Tsifoutis (2005) - Dušan Mitošević (2005 - 2006) - Vasilis Antoniadis (2006) - Nikolaos Zalikas (2006 - 2007) - Giannis Papakostas (2007 - 2008) - Dimitrios Aivazidis (2008) | - Hugo Broos (2008 - 2009) - Guillermo Hoyos (2009 - 2010) - Dragan Kokotović (2010 - 2011) - Momčilo Vukotić (2011) - Pavlos Dimitriou (2011) - Josu Uribe (2011) - Pavlos Dimitriou (2011 - 2012) - Michalis Grigoriou (2012 - 2013) - Sakis Anastasiadis (2013) - Andreas Pantziaras (2013 - 2014) - Kostas Vasilakakis (2014 - 2015) - Makis Katsavakis (2015) - Pavlos Dimitriou (2015 - 2016) - Paulo Campos (2016) - Nikiforos Kakoglou (2016) - Panagiotis Dilberis (2016 - 2017) - Sakis Anastasiadis (2017) - Sakis Anastasiadis (2017 - 2018) - Apostolos Charalampidis (2018) - Petros Stoilas (2018) - Sakis Anastasiadis (2018) - Nikos Nentidis (2019) - Angelos Digozis (2019 - ?) - Gerard Zaragoza (2021 - ) |

### Anciens joueurs
- Maamar Mamouni
- Traianos Dellas
- Miladin Becanovic
- Marc-Eric Guei
- Youl Mawéné
- Aurélien Collin
- Maurice Dalé
- Edvin Murati
- Jeremiah White